# Coelioxys oriplanes
Coelioxys oriplanes är en biart som beskrevs av Jesus Santiago Moure 1951. Coelioxys oriplanes ingår i släktet kägelbin, och familjen buksamlarbin. Inga underarter finns listade i Catalogue of Life.